# Chepstow Port Wall
Port Wall eller Chepstow bymur i Chepstow, Monmouthshire, Wales, er en bymur af sten fra slutningen af 1200-tallet, det blev opført for at kunne beskytte byen. Samtidig gjorde den det muligt at opkræve skatter for folks brug af byens marked, idet den eneste indgang var Town Gate.
Muren blev opført omkring 1274-78 af Roger Bigod, 5. jarl af Norfolk, der var blevet Marcher Lord i Striguil. Den dannede oprindeligt en halvcirkel på omkring 1100 m, der lå syd for Chepstow Castle ved floden Wye. Det omkransede område på 53 ha. inkluderede hele byen og havnen i den periode, hvor muren var i brug.
En stor del af bymuren er i dag bevaret, og både Port Wall og Town Gate er listed buildings af første grad. Port Wall er desuden et Scheduled monument.